# Fredson Camara
Fredson Camara né le 22 février 1981 à Moncao-Maranhao au Brésil est un footballeur professionnel évoluant au poste de milieu de terrain

## Carrière
- 2002 - 2007 Espanyol Barcelone

## Palmarès
Vainqueur de la Coupe d'Espagne en 
- 2006 avec l'Espanyol.